# دعای توسل
دعای توسل دعایی است برای شیعیان. شیعیان ایران این دعا را شب‌های چهارشنبه (سه شنبه شب ها)، در مکان‌های مذهبی و به صورت جمعی می‌خوانند.

## ویژگی‌ها
دعای توسل با عبارت «اللَّهُمَّ إِنِّی أَسْأَلُک وَ أَتَوَجَّهُ إِلَیک بِنَبِیک نَبِی الرَّحْمَةِ…» شروع می‌شود. منبع دعای توسلی که در مفاتیح‌الجنان آمده، از نظر سندی، کتاب بحارالانوار است.